# 2:40-Stunden-Rennen von Mosport 2025

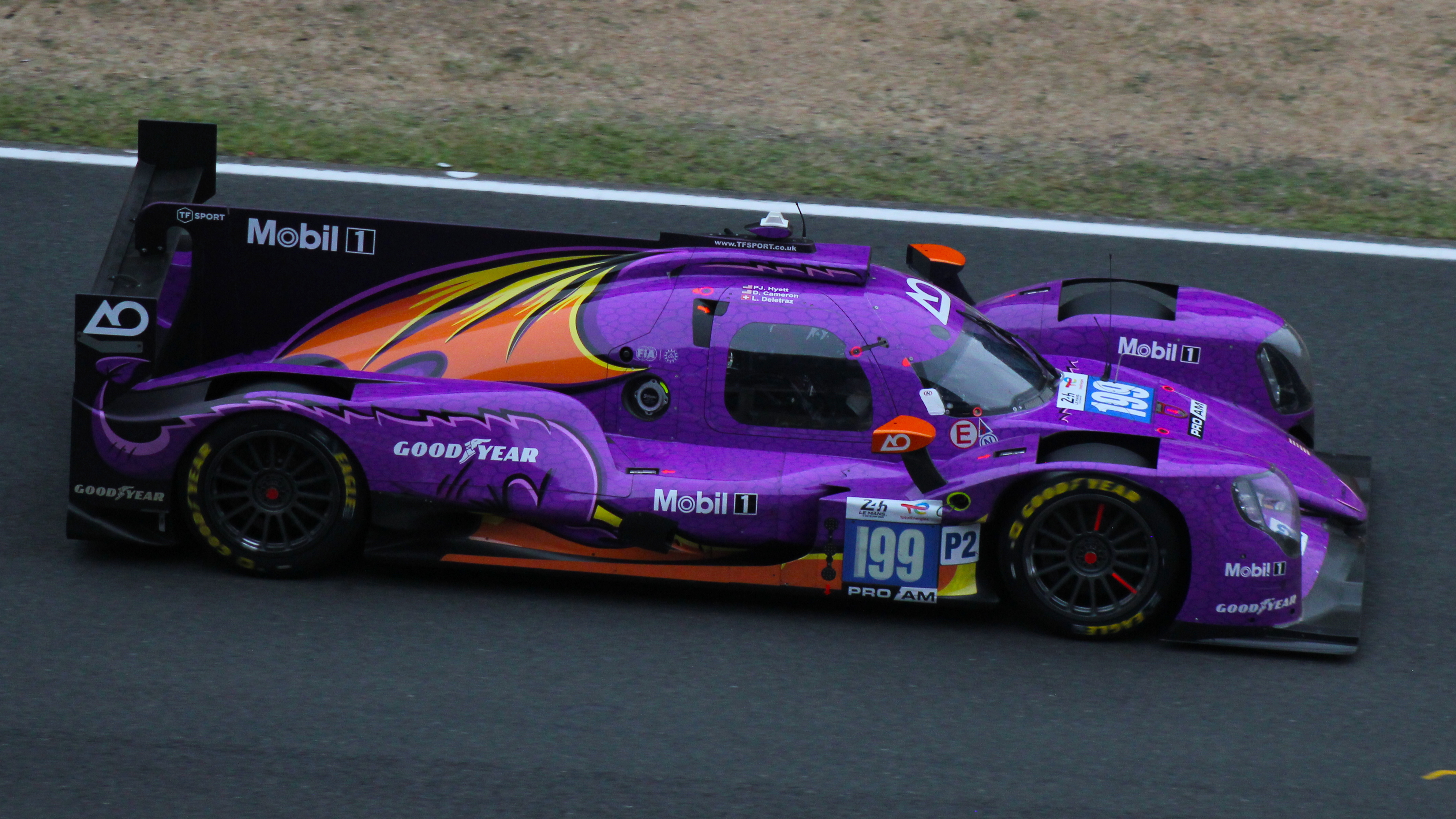
AO Racing-Oreca 07; Siegerwagen von Dane Cameron und P. J. Hyett, hier beim 24-Stunden-Rennen von Le Mans 2025

Das 2:40-Stunden-Rennen von Mosport 2025, auch 2025 Chevrolet Grand Prix, fand am 13. Juli auf dem Canadian Tire Motorsport Park statt und war der siebte Wertungslauf der IMSA WeatherTech SportsCar Championship dieses Jahres.

## Das Rennen
Wie im Jahr davor waren auch 2025 beim 2:40-Stunden-Rennen von Mosport nur LMP2- und GT-Rennwagen startberechtigt. Aus dem Grund wechselten einige Fahrer, die Verträge mit GTP-Teams hatten, in LMP2-Oreca 07-Wagen. Das Rennen gewannen Dane Cameron und P. J. Hyett mit dem knappen Vorsprung von 1,087 Sekunden auf die Markenkollegen Dan Goldburg und Tom Blomqvist.

## Ergebnisse

### Schlussklassement
| 1               | LMP2    | 99  | AO Racing                                   | Dane Cameron P. J. Hyett              | Oreca 07                         | 113 |
| 2               | LMP2    | 22  | United Autosports USA                       | Dan Goldburg Tom Blomqvist            | Oreca 07                         | 113 |
| 3               | LMP2    | 74  | Riley Technologies                          | Felipe Fraga Gar Robinson             | Oreca 07                         | 113 |
| 4               | LMP2    | 2   | United Autosports USA                       | Ben Hanley Phil Fayer                 | Oreca 07                         | 113 |
| 5               | LMP2    | 52  | PR1/Mathiasen Motorsports                   | Benjamin Pedersen Nicholas Boulle     | Oreca 07                         | 113 |
| 6               | LMP2    | 73  | Pratt Miller Motorsports                    | Christopher Cumming Pietro Fittipaldi | Oreca 07                         | 113 |
| 7               | LMP2    | 18  | Era Motorsport                              | Ryan Dalziel Travis Hill              | Oreca 07                         | 113 |
| 8               | LMP2    | 11  | TDS Racing                                  | Hunter McElrea Steven Thomas          | Oreca 07                         | 113 |
| 9               | LMP2    | 8   | Tower Motorsports                           | John Farano Renger van der Zande      | Oreca 07                         | 110 |
| 10              | GTD-Pro | 81  | DragonSpeed                                 | Albert Costa Giacomo Altoè            | Ferrari 296 GT3                  | 108 |
| 11              | GTD-Pro | 4   | Corvette Racing by Pratt Miller Motorsports | Nicky Catsburg Tommy Milner           | Chevrolet Corvette Z06 GT3.R     | 108 |
| 12              | GTD     | 77  | AO Racing                                   | Klaus Bachler Laurin Heinrich         | Porsche 911 GT3 R (992)          | 108 |
| 13              | GTD-Pro | 3   | Corvette Racing by Pratt Miller Motorsports | Antonio García Alexander Sims         | Chevrolet Corvette Z06 GT3.R     | 108 |
| 14              | GTD-Pro | 9   | Pfaff Motorsports                           | Andrea Caldarelli Marco Mapelli       | Lamborghini Huracán GT3 Evo 2    | 108 |
| 15              | GTD-Pro | 1   | Paul Miller Racing                          | Madison Snow Neil Verhagen            | BMW M4 GT3 Evo                   | 108 |
| 16              | GTD-Pro | 65  | Ford Multimatic Motorsports                 | Christopher Mies Frédéric Vervisch    | Ford Mustang GT3                 | 108 |
| 17              | GTD-Pro | 14  | Vasser Sullivan Racing                      | Ben Barnicoat Aaron Telitz            | Lexus RC F GT3                   | 108 |
| 18              | GTD-Pro | 48  | Paul Miller Racing                          | Dan Harper Max Hesse                  | BMW M4 GT3 Evo                   | 108 |
| 19              | GTD-Pro | 64  | Ford Multimatic Motorsports                 | Sebastian Priaulx Mike Rockenfeller   | Ford Mustang GT3                 | 108 |
| 20              | GTD     | 45  | Wayne Taylor Racing                         | Danny Formal Trent Hindman            | Lamborghini Huracán GT3 Evo 2    | 108 |
| 21              | GTD     | 57  | Winward Racing                              | Philip Ellis Russell Ward             | Mercedes-AMG GT3 Evo             | 108 |
| 22              | GTD     | 12  | Vasser Sullivan Racing                      | Jack Hawksworth Parker Thompson       | Lexus RC F GT3                   | 108 |
| 23              | GTD     | 36  | DXDT Racing                                 | Alec Udell Robert Wickens             | Chevrolet Corvette Z06 GT3.R     | 108 |
| 24              | GTD     | 27  | Heart of Racing Team                        | Roman De Angelis Casper Stevenson     | Aston Martin Vantage AMR GT3 Evo | 108 |
| 25              | GTD     | 70  | Inception Racing                            | Brendan Iribe Frederik Schandorff     | Ferrari 296 GT3                  | 108 |
| 26              | GTD     | 021 | Triarsi Competizione                        | Kenton Koch Onofrio Triarsi           | Ferrari 296 GT3                  | 108 |
| 27              | GTD     | 96  | Turner Motorsport                           | Robby Foley Patrick Gallagher         | BMW M4 GT3 Evo                   | 108 |
| 28              | GTD     | 13  | AWA                                         | Matthew Bell Orey Fidani              | Chevrolet Corvette Z06 GT3.R     | 108 |
| 29              | GTD     | 120 | Wright Motorsports                          | Adam Adelson Elliott Skeer            | Porsche 911 GT3 R (992)          | 108 |
| 30              | GTD     | 34  | Conquest Racing                             | Manny Franco Daniel Serra             | Ferrari 296 GT3                  | 108 |
| 31              | GTD     | 66  | Gradient Racing                             | Jenson Altzman Robert Megennis        | Ford Mustang GT3                 | 108 |
| 32              | LMP2    | 43  | Inter Europol Competition                   | Tom Dillmann Jeremy Clarke            | Oreca 07                         | 106 |
| 33              | GTD     | 78  | Forte Racing                                | Mario Farnbacher Misha Goikhberg      | Lamborghini Huracán GT3 Evo 2    | 105 |
| Ausgefallen     |         |     |                                             |                                       |                                  |     |
| 34              | LMP2    | 04  | CrowdStrike Racing by APR                   | George Kurtz Alex Quinn               | Oreca 07                         | 53  |
| Nicht gestartet |         |     |                                             |                                       |                                  |     |
| 35              | LMP2    | 79  | JDC–Miller MotorSports                      | Scott Andrews Gerry Kraut             | Oreca 07                         | 1   |

1 nicht gestartet

### Nur in der Meldeliste
Zu diesem Rennen sind keine weiteren Meldungen bekannt.

### Klassensieger
| Klasse  | Fahrer        | Fahrer          | Fahrzeug                | Platzierung im Gesamtklassement |
| ------- | ------------- | --------------- | ----------------------- | ------------------------------- |
| LMP2    | Dane Cameron  | P. J. Hyett     | Oreca 07                | Gesamtsieg                      |
| GTD-Pro | Albert Costa  | Giacomo Altoè   | Ferrari 296 GT3         | Rang 10                         |
| GTD     | Klaus Bachler | Laurin Heinrich | Porsche 911 GT3 R (992) | Rang 12                         |

### Renndaten
- Gemeldet: 35
- Gestartet: 34
- Gewertet: 33
- Rennklassen: 3
- Zuschauer: unbekannt
- Wetter am Renntag: warm und trocken
- Streckenlänge: 3,957 km
- Fahrzeit des Siegerteams: 2:40:43,681 Stunden
- Gesamtrunden des Siegerteams: 113
- Gesamtdistanz des Siegerteams: 447,141 km
- Siegerschnitt: unbekannt
- Pole Position: P. J. Hyatt – Oreca 07 (#99) – 1:08,888 = 128,504 km/h
- Schnellste Rennrunde: John Farano – Oreca 07 (#8) – 1:09,166 = 127,988 km/h
- Rennserie: 7. Lauf zur IMSA WeatherTech SportsCar Championship 2025